# Arud
Der Verein Arud (ursprünglich: ARUD Zürich) betreibt das Arud Zentrum für Suchtmedizin und das medizinische Angebot des Checkpoints Zürich. Er engagiert sich für eine Verminderung der negativen Folgen des schädlichen oder abhängigen Konsums legaler und illegaler psychoaktiver Substanzen.
Der Verein behandelt und unterstützt Menschen, die Schwierigkeiten im Umgang mit legalen und illegalen Suchtmitteln haben. In vier Zentren für Suchtmedizin im Grossraum Zürich bietet sie Behandlungen für opioid-, namentlich heroinabhängige Menschen, sowie ambulante Beratungen und Behandlungen im Bereich Kokain, Alkohol, Nikotin, Cannabis, Medikamente und Designerdrogen an.
Die vier Zentren bieten ein interdisziplinäres und drogenmedizinisches Behandlungs- und Beratungsangebot an, welches neben der Psychotherapie, die medizinische Behandlung sowie Unterstützung durch Sozialarbeitende beinhaltet. Die Arud ist der grösste Anbieter von substitutionsgestützten Behandlungen mit Methadon, Buprenorphin, Diacetylmorphin und Morphin in der Schweiz. Im Kanton Zürich trägt die Arud auch zu den zunehmend wichtiger werdenden Angeboten der ambulanten Beratung und Behandlung bei Problemen mit Kokain, Cannabis und Designerdrogen bei. Insgesamt werden über 1000 Patienten betreut.

## Struktur und Organisation
Die Arud ist ein Verein gemäß den Bestimmungen des Schweizerischen Zivilgesetzbuches. Der Verein wird von einem Vorstand geführt. Operativ wird die Arud von einer fünfköpfigen Geschäftsleitung geleitet.
Die einzelnen Zentren haben folgende Schwerpunkte:
- Zentrum Aussersihl in Zürich (ehemals Zokl1) – hauptsächlich substitutionsgestützte Behandlungen mit Methadon, Buprenorphin und Morphin, Behandlung von Problemen im Zusammenhang mit problematischem Konsum von Alkohol, Kokain und Medikamenten, vor allem Benzodiazepine.[5]
- Zentrum Stampfenbach in Zürich (ehemals Zokl2) – hauptsächlich diacetylmorphingestützte Behandlungen, Behandlung von Problemen im Zusammenhang mit problematischem Konsum von Alkohol und Kokain.[5]
- Zentrum Horgen (ehemals DBB) – substitutionsgestützte Behandlungen mit Methadon, Buprenorphin und Morphin, diacetylmorphingestützte Behandlungen sowie Behandlungen von Problemen mit Alkohol, Medikamenten, Cannabis, Kokain und Designerdrogen.[5]
- Zentrum Hauptbahnhof in Zürich (ehemals Gain) – Beratungen, Abklärungen und Behandlungen im Zusammenhang mit dem problematischen Konsum von Kokain, Alkohol, Cannabis, Medikamenten, Designerdrogen und sonstigen psychoaktiven Substanzen. Seit 2011 werden auch hier substitutionsgestützte Behandlungen mit Methadon, Buprenorphim und Morphin angeboten.[5]

Das therapeutische Konzept basiert auf einem akzeptierenden, dem Prinzip der Schadensminderung verpflichteten Ansatz. Gemeinsam mit den Patienten werden realistische, auf die individuellen Möglichkeiten und die entsprechenden Einschränkungen und Grenzen abgestimmte Zielsetzungen erarbeitet und umgesetzt.
Der Verein führt eine eigene Abteilung für Evaluation und Forschung, um die Wirkung der angebotenen Behandlungen nach wissenschaftlichen Kriterien zu untersuchen. Die gewonnenen Ergebnisse werden weitervermittelt, in Form von Beiträgen an Fachkongressen und Artikeln in wissenschaftlichen Zeitschriften.
Mit privaten und öffentlichen Partnerinstitutionen führt die Arud folgende Kooperationsangebote: Checkpoint Zürich, Drogeninformationszentrum Zürich DIZ, Beratungsstelle für Angehörige von Drogenabhängigen ada-zh.

## Behandlungsmethoden
Patienten können bei der Arud auf ein weitreichendes Behandlungsangebot für Suchterkrankungen zurückgreifen. Dabei wird die psychiatrische Behandlung von Patienten angeboten, wobei diese sich je nach Suchterkrankung stark unterscheiden.
Die verschiedenen Angebote:
- Psychiatrie und Psychotherapie (Behandlung von psychischen Erkrankungen, welche meistens im Zusammenhang mit der Suchterkrankung stehen.)
- Hausärztliche Behandlung (Süchtige erkranken oft an Krankheiten wie Hepatitis oder HIV, welche behandelt werden können. Außerdem werden Wundversorgung und suchtmedizinische Abklärungen angeboten.)
- Sozialarbeit (Beratung und Unterstützung bei familiären, finanziellen oder gesellschaftlichen Problemen.)
- Opioid-Agonisten-Therapie (Substitution mit Substanzen wie Methadon, retardiertem Morphin oder Buprenorphin. Eine heroingestütze Behandlung ist auch möglich.)

Die heroingestütze Behandlung von Schwerstabhängigen ist unter speziellen Voraussetzungen möglich. Im Unterschied zu anderen Substitutionsmitteln wie Methadon, muss man für die Heroinabgabe einen Antrag beim Schweizer Bund stellen. Dabei bekommen die Patienten pharmazeutisches Heroin in Pillenform oder können sich bei der Arud unter Aufsicht flüssiges Heroin spritzen. Das Medikament wird unter dem Namen Diaphin vertrieben und gibt es in drei Versionen: Diaphin 200 mg IR (setzt Wirkstoff sofort frei), Diaphin 200 mg SR (retardiert) und eine Injektionslösung. Eine Kombination mit Substitutionsmitteln wie Methadon oder Morphin ist möglich. Die Patienten können unter bestimmten Voraussetzungen eine Tagesdosis nach Hause mitnehmen, wobei die Regulierung dafür vom Bundesamt für Gesundheit verschärft wurde. Der Transport von Diaphin zu den Abgabestellen unterliegt höchsten Sicherheitsvorkehrungen und ist vergleichbar wie ein Goldtransport geschützt mit gepanzerten Lieferwägen und bewaffnetem Personal.

## Geschichte
Der Verein wurde im November 1991 von Ärzten und Suchtfachleuten gegründet als medizinische Antwort auf die bevorstehende polizeiliche Schliessung der Zürcher Parkanlage Platzspitz, wo sich seit Ende der 1980er Jahre eine offene Drogenszene gebildet hatte.
Im Februar 1992 wurde die Poliklinik ZokL1 als erste niedrigschwellige Institution für methadongestützte Behandlungen in der Schweiz gegründet (späteres Zentrum Aussersihl). Im Dezember 1993 folgte die Poliklinik ZokL2 (späteres Zentrum Stampfenbach). Dort wurden im Rahmen der Schweizer ProVe-Versuche ab Januar 1994 die ersten heroingestützten Behandlungen durchgeführt.
Seit 1997 nimmt die Arud im Rahmen der Prometheus-Studie an der Schweizerischen HIV-Kohorte teil und führt HIV-Behandlungen durch. Seit 2000 beteiligt sie sich an der Schweizerischen Hepatitis C Kohorte, einer Multicenter-Studie zur Behandlung von Hepatitis C mit Interferon und Ribavirin.
Im Jahre 2001 erweiterte Buprenorphin die Palette der Opioide, die von der Arud als Substitution verschrieben werden und im Januar 2002 wurde die Trägerschaft der Poliklinik DBB in Horgen von der SIP an die Arud übergeben (heute Zentrum Horgen).
Der Verein engagierte sich im September 2004 in der Abstimmungskampagne für die Weiterführung der Zentren für heroingestützte Behandlung. 75,1 Prozent der Stadtzürcher befürworteten schliesslich den Kredit und sagten damit Ja zur heroingestützten Behandlung.
Im Januar 2006 eröffnete der Verein an zentraler Lage in Zürich das medizinische Zentrum GAIN – Gesundheitsangebot und Information für Kokain, Alkohol, Cannabis, Medikamente, Partydrogen (heute Zentrum Hauptbahnhof). Im Juni 2006 wurde in Kooperation mit der Zürcher Aids-Hilfe das medizinische Gesundheitszentrum Checkpoint Zürich eröffnet, das sich an schwule Männer (MSM) und an männliche Sexworker (MSW) richtet und insbesondere die anonyme Abklärung und Behandlung sexuell übertragbarer Krankheiten (STD) anbietet. Seit September 2006 betreibt die Arud in Kooperation mit dem Sozialdepartement der Stadt Zürich das DIZ – Drogeninformationszentrum Zürich. Diese Stelle bietet Konsumenten von Designerdrogen Informationen, Beratung und Pillentesting Behandlung an.
Seit Juli 2007 bietet das Zentrum Aussersihl im Rahmen einer Zulassungsstudie substitutionsgestützte Behandlungen mit retardiertem Morphinsulphat an.
Im Januar 2008 wurde gemeinsam mit der Angehörigenvereinigung Drogenabhängiger Zürich die Beratungsstelle für Angehörige als Teil des Gesundheitszentrums Konradstrasse 1 eröffnet. Im April 2008 begann die Arud ein internationales Netzwerk im Bereich Hepatitis-C-Versorgung von Drogenkonsumierenden aufzubauen, um die Unterversorgung in diesem Bereich über Landesgrenzen hinweg mit gegenseitigem Wissens- und Erfahrungsaustausch zu verbessern.
Der Verein wirkte wesentlich bei der Abstimmungskampagne zur Revision des Betäubungsmittelgesetzes mit, die unter anderem die heroingestützte Behandlung (diacetylmorphingestützte Behandlung) gesetzlich verankerte. Die Schweizer Stimmbürger und Stimmbürgerinnen stimmten am 30. November 2008 dieser Revision mit 68 Prozent zu.
Im Herbst 2009 führte die Arud ein integriertes und interdisziplinäres Behandlungsangebot für Personen mit Alkoholproblemen ein. Im September 2009 wurde das 1st International Symposium on Hepatitis Care in Substance Users durchgeführt. Das Symposium mit 200 Teilnehmenden aus über 30 Nationen diente dem Austausch von neuen, Erfolg versprechenden Ansätzen zur Behandlung von Hepatitis C bei Personen mit Abhängigkeitserkrankungen.
Seit Mai 2010 ist das Webbasierte Selbsthilfeprogramm Snow Control online für Personen, die ihren Kokainkonsum reduzieren wollen. Das Internet-Tool wurde durch die Arud und das Institut für Sucht- und Gesundheitsforschung in Zürich (ISGF) entwickelt.

## Finanzierung
Die medizinischen Leistungen werden durch die Krankenkassen finanziert. Weitere Finanzierungsquellen sind Leistungsverträge mit der Öffentlichen Hand, Mitgliederbeiträge und Spenden.
Als Non-Profit-Organisation strebt die Arud keinen Gewinn an. Sämtliche Mittel fliessen in das Fortbestehen und in die Weiterentwicklung dieser Institution.